# Estátuas de Lisboa
Estátuas de Lisboa é um documentário de Manoel de Oliveira, lançado em 1932.